# Polycitor glareosus
Polycitor glareosus is een zakpijpensoort uit de familie van de Polycitoridae. De wetenschappelijke naam van de soort is voor het eerst geldig gepubliceerd in 1906 door Sluiter.